# NGC 2269
NGC 2269 ist ein offener Sternhaufen vom Trumpler-Typ II2p im Sternbild Einhorn südlich des Himmelsäquators. Er hat einen Durchmesser von 3 Bogenminuten und eine Scheinbare Helligkeit von 10,0 mag.
Entdeckt wurde das Objekt am 24. Januar 1784 von William Herschel.